# Moisei Kogan
Moisei Kogan (n. 24 mai 1879, Orhei, gubernia Basarabia, Imperiul Rus – d. 3 martie 1943, Lagărul de exterminare Auschwitz-Birkenau, Germania Nazistă) a fost un sculptor și grafician francez, evreu originar din Basarabia. 

## Biografie
S-a născut în orașul Orhei din același ținut, gubernia Basarabia (Imperiul Rus). A studiat la Academia de arte din München între anii 1899-1903. A expus la diverse expoziții medalii, medalioane, plachete din bronz și argint. A participat cu expoziții personale la galeria de artă din Bremen, în muzeul Folkwang din Essen și muzeul de stat din Halle. La Weimar a colaborat cu Henry van de Velde. 
În 1910 pleacă la Paris, unde a lucrat cu Auguste Rodin și Aristide Maillol. Participă cu o serie de expoziții la Secession, la Berlin în anii 1909, 1911, 1912, 1926, Bremen în 1912, Freie în 1923, Dresda în 1926 și Basel în 1933. A fost deportat de naziști din Paris, murind în lagărul de la Auschwitz.